# 925 Alphonsina
A 925 Alphonsina (ideiglenes jelöléssel 1920 GM) a Naprendszer kisbolygóövében található aszteroida. Josep Comas Solà fedezte fel 1920. január 13-án, Barcelonában.